# Anomalopus
Anomalopus – rodzaj jaszczurek z podrodziny Sphenomorphinae w rodzinie scynkowatych (Scincidae).

## Zasięg występowania
Rodzaj obejmuje gatunki występujące we wschodniej Australii.

## Systematyka

### Etymologia
Anomalopus: gr. ανωμαλος anōmalos „nierówny, nieregularny”, od negatywnego przedrostka αν- an-; ομαλος omalos „równy, gładki”; πους pous, ποδος podos „stopa”.

### Podział systematyczny
Do rodzaju należą następujące gatunki: 
- Anomalopus leuckartii (Weinland, 1862)
- Anomalopus mackayi Greer & Cogger, 1985
- Anomalopus swansoni Greer & Cogger, 1985
- Anomalopus verreauxii Duméril, 1851